# Plac Jana Pawła II w Leżajsku
Plac Jana Pawła II w Leżajsku – trójkątny plac znajdujący się w leżajskiej dzielnicy Podklasztor.
Położony po zachodniej stronie murów obronnych klasztoru oo. Bernardynów zamkniętego ulicą Warszawską, Basztą Młodzieżową, murem obronnym i brzegiem lasu klasztornego. Na placu stoi pomnik Papieża Jana Pawła II. Nazwę otrzymał 18 czerwca 2003 roku na wniosek klasztoru. Ma charakter placu do obsługi wiernych przybywających do klasztoru.